# Liste der Tischtennisverbände

## Internationale Verbände
- International Table Tennis Federation ITTF
- European Table Tennis Union (Europäischer Tischtennisverband) ETTU
- Asian Table Tennis Union (ATTU)
- African Table Tennis Federation

## Nationale Verbände
- Brasilien: Confederação Brasileira de Tenis de Mesa
- Deutschland: Deutscher Tischtennis-Bund (DTTB)
- England: English Table Tennis Association (ETTA)
- Finnland: Finnischer Tischtennisverband
- Grönland: Greenland Table Tennis Federation
- Frankreich: Fédération française de tennis de table
- Indien: Table Tennis Federation of India (TTFI)
- Japan: Japanischer Tischtennisverband
- Malta: Maltesischer Tischtennisverband
- Niederlande: Nederlandse Tafeltennisbond (Niederländischer Tischtennisverband), Präsident: Ronald Kramer
- Norwegen: Norges Bordtennisforbund
- Österreich: Österreichischer Tischtennisverband (ÖTTV)
- Portugal: Federação Portuguesa de Ténis de Mesa (FPTM)
- Russland: Table Tennis Federation of Russia (TTFR)
- Schweden: Swedish Table Tennis Association / Svenska Bordtennisförbundet (SBTF)
- Schweiz: Swiss Table Tennis (STT)
- Ungarn: Magyar Asztalitenisz Szövetség
- Vereinigten Staaten von Amerika: USA Table Tennis (USATT)